# Campsas
Campsas est une commune française, située dans le sud du département de Tarn-et-Garonne en région Occitanie.
Sur le plan historique et culturel, la commune est dans le Pays Montalbanais, correspondant à la partie méridionale du Quercy.
Exposée à un climat océanique altéré, elle est drainée par le Rieu Tort, le ruisseau la Margasse et par divers autres petits cours d'eau. La commune possède un patrimoine naturel remarquable composé d'une zone naturelle d'intérêt écologique, faunistique et floristique.
Campsas est une commune rurale qui compte 1 472 habitants en 2022, après avoir connu une forte hausse de la population depuis 1968. Elle est dans l'agglomération de Labastide-Saint-Pierre et fait partie de l'aire d'attraction de Toulouse. Ses habitants sont appelés les Campsasais ou  Campsasaises.

## Géographie

### Localisation
Campsas s’étend au nord du canton de Grisolles, entre deux affluents du Tarn : le Rieutord à l’ouest et le ruisseau de Fabas à l’est, qui forme la limite avec le département de la Haute-Garonne. La route nationale 20  et l’autoroute des Deux Mers placent le bourg à 15 km de Montauban et 38 km de Toulouse. Elle fait aussi partie de l'unité urbaine de Labastide-Saint-Pierre dans l'aire d'attraction de Toulouse.

### Communes limitrophes
Campsas est limitrophe de huit autres communes dont une avec le département de la Haute-Garonne.
Les communes limitrophes sont Fronton, Bessens, Canals, Dieupentale, Fabas, Labastide-Saint-Pierre, Montbartier et Orgueil.
| Bessens     | Montbartier | Labastide-Saint-Pierre  |
| Dieupentale | Campsas     | Orgueil                 |
| Canals      | Fabas       | Fronton (Haute-Garonne) |

### Géologie
À une altitude moyenne de 120 m, les coteaux qui séparent la rivière du Tarn et le fleuve de la Garonne sont favorisés par un bon ensoleillement et sont voués à la culture de la vigne qui produit des vins, du Fronton (AOC).

### Hydrographie

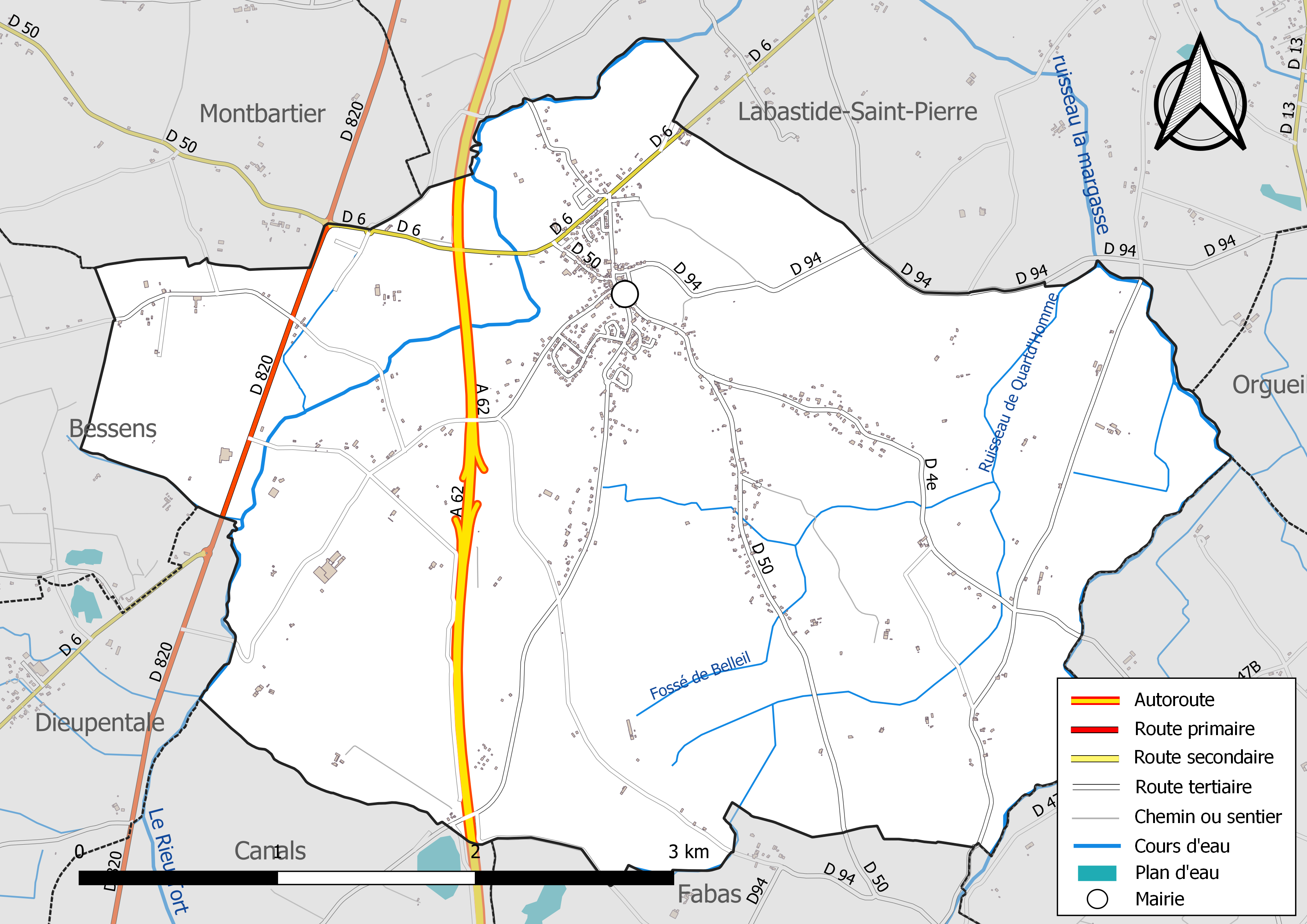
Réseaux hydrographique et routier de Campsas.

La commune est dans le bassin versant de la Garonne, au sein du bassin hydrographique Adour-Garonne. Elle est drainée par le Rieu Tort, le ruisseau la Margasse, Fossé de Belleil, le ruisseau de Quartd'Homme et par divers petits cours d'eau, constituant un réseau hydrographique de 19 km de longueur totale,.
Le Rieu Tort, d'une longueur totale de 14,8 km, prend sa source dans la commune de Fronton et s'écoule du sud vers le nord. Il traverse la commune et se jette dans le Tarn à Labastide-Saint-Pierre, après avoir traversé 5 communes.
Le ruisseau la Margasse ou ruisseau de Fabas, d'une longueur totale de 13,6 km, prend sa source dans la commune de Pompignan et s'écoule du sud vers le nord. Il traverse la commune et se jette dans le Rieu Tort à Labastide-Saint-Pierre, après avoir traversé 6 communes.

### Climat
Pour des articles plus généraux, voir Climat de l'Occitanie et Climat de Tarn-et-Garonne.
En 2010, le climat de la commune est de type climat du Bassin du Sud-Ouest, selon une étude du Centre national de la recherche scientifique s'appuyant sur une série de données couvrant la période 1971-2000. En 2020, Météo-France publie une typologie des climats de la France métropolitaine dans laquelle la commune est exposée à un climat océanique altéré et est dans la région climatique Aquitaine, Gascogne, caractérisée par une pluviométrie abondante au printemps, modérée en automne, un faible ensoleillement au printemps, un été chaud (19,5 °C), des vents faibles, des brouillards fréquents en automne et en hiver et des orages fréquents en été (15 à 20 jours).
Pour la période 1971-2000, la température annuelle moyenne est de 13,4 °C, avec une amplitude thermique annuelle de 15,8 °C. Le cumul annuel moyen de précipitations est de 723 mm, avec 9,2 jours de précipitations en janvier et 5,8 jours en juillet. Pour la période 1991-2020, la température moyenne annuelle observée sur la station météorologique de Météo-France la plus proche, « Savenès_man », sur la commune de Savenès à 12 km à vol d'oiseau, est de 13,3 °C et le cumul annuel moyen de précipitations est de 705,4 mm. 
La température maximale relevée sur cette station est de 41 °C, atteinte le 27 juin 2019 ; la température minimale est de −14,5 °C, atteinte le 9 février 2012,,.
Les paramètres climatiques de la commune ont été estimés pour le milieu du siècle (2041-2070) selon différents scénarios d'émission de gaz à effet de serre à partir des nouvelles projections climatiques de référence DRIAS-2020. Ils sont consultables sur un site dédié publié par Météo-France en novembre 2022.

### Milieux naturels et biodiversité

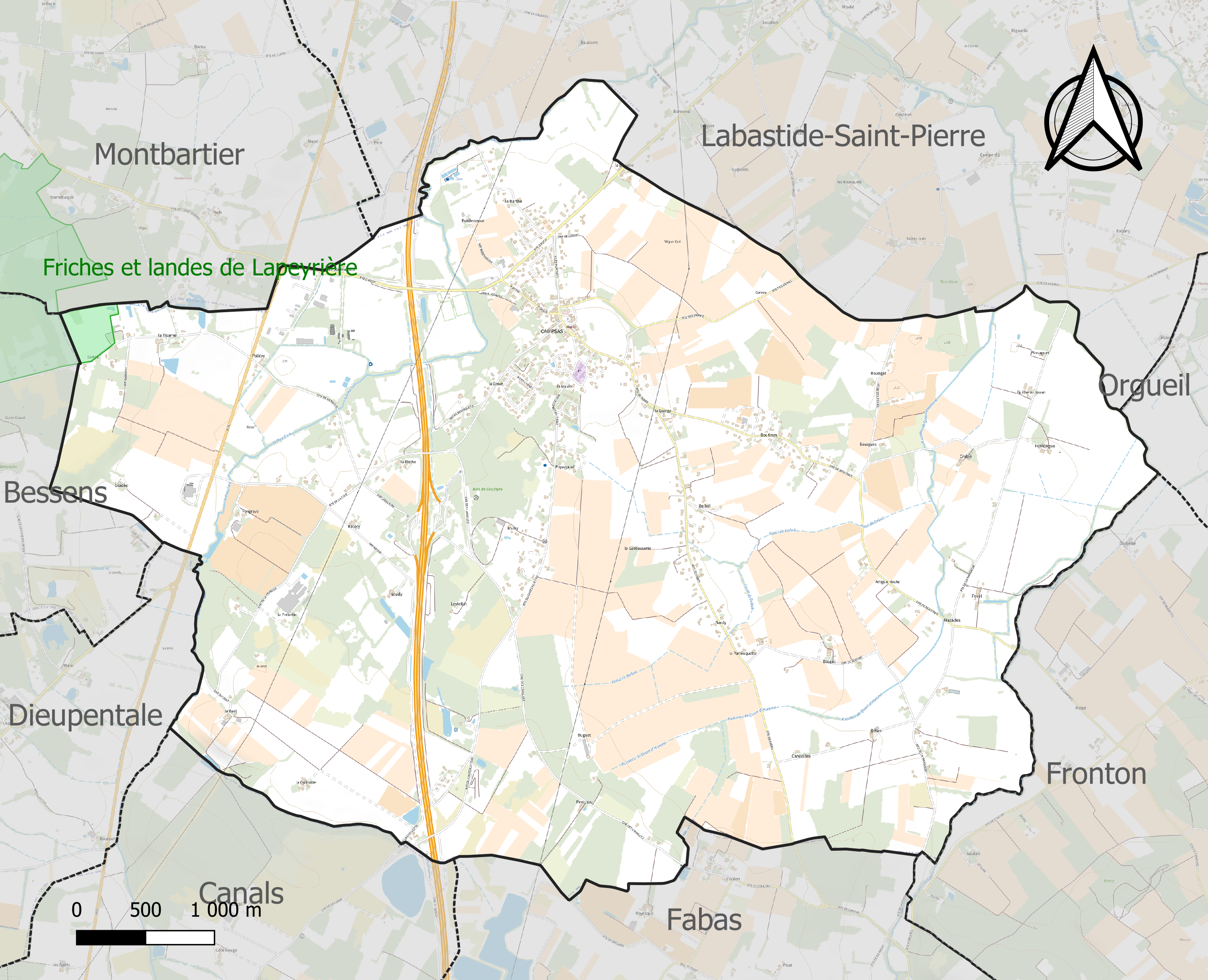
Carte de la ZNIEFF de type 1 localisée sur la commune.

L’inventaire des zones naturelles d'intérêt écologique, faunistique et floristique (ZNIEFF) a pour objectif de réaliser une couverture des zones les plus intéressantes sur le plan écologique, essentiellement dans la perspective d’améliorer la connaissance du patrimoine naturel national et de fournir aux différents décideurs un outil d’aide à la prise en compte de l’environnement dans l’aménagement du territoire.
Une ZNIEFF de type 1 est recensée sur la commune :
les « friches et landes de Lapeyrière » (197 ha), couvrant 3 communes du département.

## Urbanisme

### Typologie
Au 1er janvier 2024, Campsas est catégorisée bourg rural, selon la nouvelle grille communale de densité à sept niveaux définie par l'Insee en 2022.
Elle appartient à l'unité urbaine de Labastide-Saint-Pierre, une agglomération intra-départementale regroupant six  communes, dont elle est une commune de la banlieue,,. Par ailleurs la commune fait partie de l'aire d'attraction de Toulouse, dont elle est une commune de la couronne,. Cette aire, qui regroupe 527 communes, est catégorisée dans les aires de 700 000 habitants ou plus (hors Paris),.

### Occupation des sols
L'occupation des sols de la commune, telle qu'elle ressort de la base de données européenne d’occupation biophysique des sols Corine Land Cover (CLC), est marquée par l'importance des territoires agricoles (89,3 % en 2018), en diminution par rapport à 1990 (93,9 %). La répartition détaillée en 2018 est la suivante : 
cultures permanentes (41,7 %), zones agricoles hétérogènes (36 %), terres arables (7,6 %), zones urbanisées (6,7 %), prairies (3,9 %), forêts (3,3 %), milieux à végétation arbustive et/ou herbacée (0,7 %). L'évolution de l’occupation des sols de la commune et de ses infrastructures peut être observée sur les différentes représentations cartographiques du territoire : la carte de Cassini (XVIIIe siècle), la carte d'état-major (1820-1866) et les cartes ou photos aériennes de l'IGN pour la période actuelle (1950 à aujourd'hui).

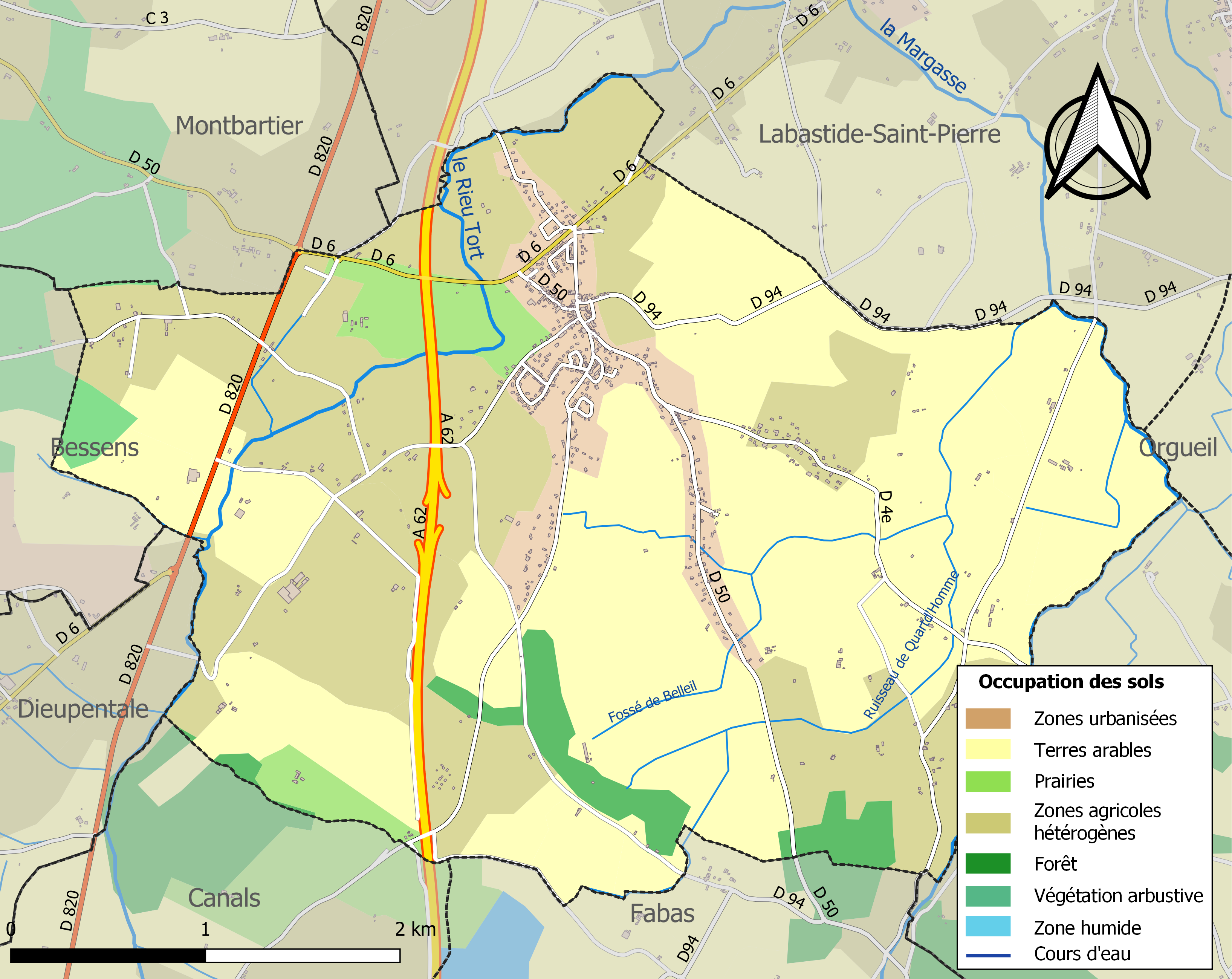
Carte des infrastructures et de l'occupation des sols de la commune en 2018 (CLC).

### Voies de communication et transports

#### Voies routières
Par la route nationale 20  et l’autoroute des Deux Mers qui placent le bourg à 15 km de Montauban et 38 km de Toulouse.

#### Transports en commun
Campsas n'est desservi par aucun réseau de transport, que par des lignes scolaires.
Cependant, des réseaux interurbains desservent des communes voisines. Ainsi, la ligne 717 du réseau liO dessert les communes d'Orgueil et de Labastide-Saint-Pierre en direction de Montauban ou de Saint-Sulpice-la-Pointe. La ligne 924 de ce même réseau dessert la commune de Dieupentale vers Montauban ou Toulouse. Les lignes Hop!1 et 51 du réseau Arc-en-Ciel desservent aussi la ville voisine de Fronton vers Toulouse.
La gare la plus proche de la commune est la gare de Montbartier, desservie par des TER Occitanie.

### Risques majeurs
Le territoire de la commune de Campsas est vulnérable à différents aléas naturels : météorologiques (tempête, orage, neige, grand froid, canicule ou sécheresse), inondations, mouvements de terrains et séisme (sismicité très faible). Il est également exposé à un risque technologique, le transport de matières dangereuses. Un site publié par le BRGM permet d'évaluer simplement et rapidement les risques d'un bien localisé soit par son adresse soit par le numéro de sa parcelle.

#### Risques naturels
Certaines parties du territoire communal sont susceptibles d’être affectées par le risque d’inondation par débordement de cours d'eau, notamment le Rieu Tort et le ruisseau la Margasse. La cartographie des zones inondables en ex-Midi-Pyrénées réalisée dans le cadre du XIe Contrat de plan État-région, visant à informer les citoyens et les décideurs sur le risque d’inondation, est accessible sur le site de la DREAL Occitanie. La commune a été reconnue en état de catastrophe naturelle au titre des dommages causés par les inondations et coulées de boue survenues en 1982, 1993, 1996, 1999 et 2008,.
Campsas est exposée au risque de feu de forêt. Le département de Tarn-et-Garonne présentant toutefois globalement un niveau d’aléa moyen à faible très localisé, aucun Plan départemental de protection des forêts contre les risques d’incendie de forêt (PFCIF) n'a été élaboré. Le débroussaillement aux abords des maisons constitue l’une des meilleures protections pour les particuliers contre le feu,.

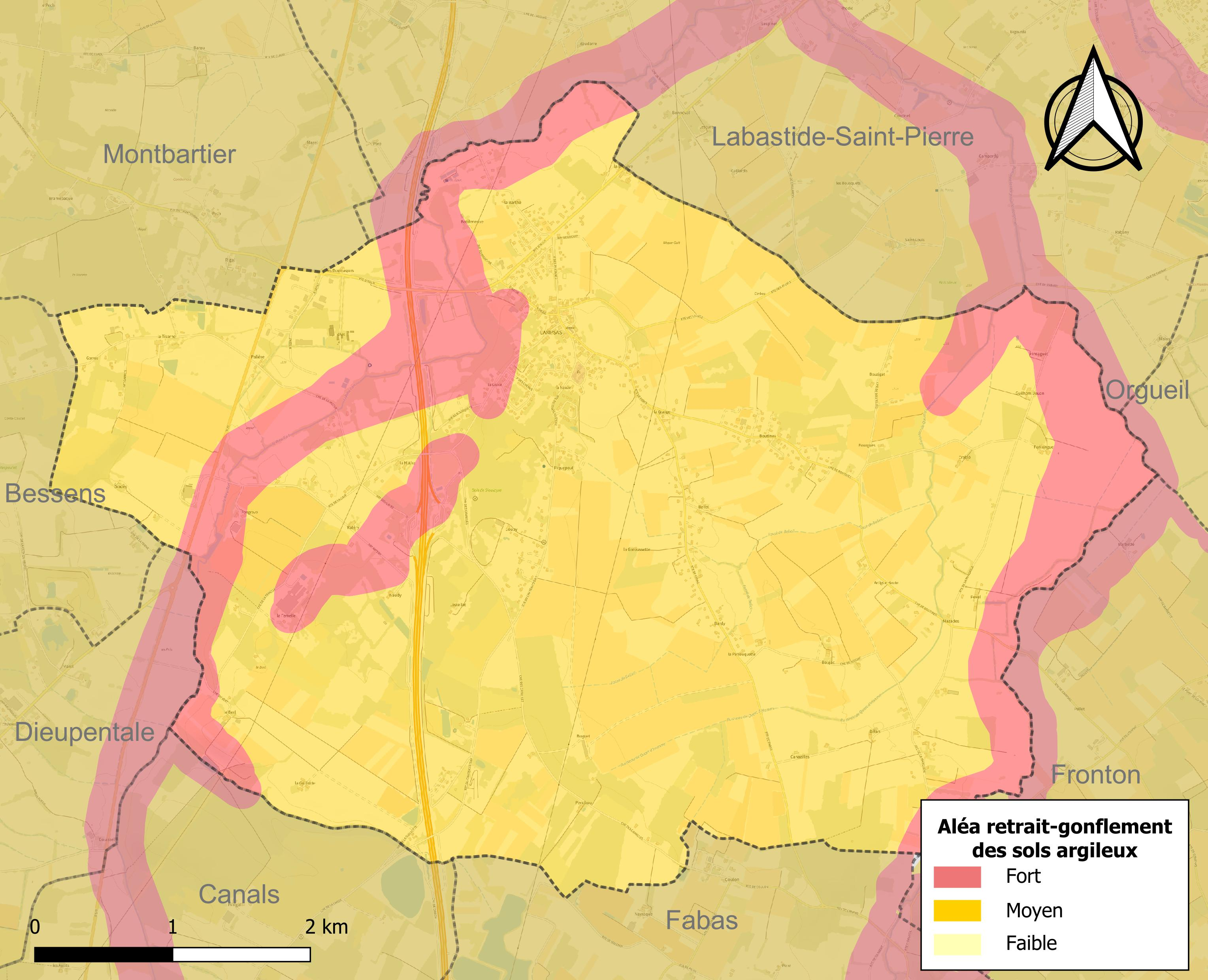
Carte des zones d'aléa retrait-gonflement des sols argileux de Campsas.

Les mouvements de terrains susceptibles de se produire sur la commune sont des tassements différentiels.
Le retrait-gonflement des sols argileux est susceptible d'engendrer des dommages importants aux bâtiments en cas d’alternance de périodes de sécheresse et de pluie. La totalité de la commune est en aléa moyen ou fort (92 % au niveau départemental et 48,5 % au niveau national). Sur les 497 bâtiments dénombrés sur la commune en 2019, 497 sont en aléa moyen ou fort, soit 100 %, à comparer aux 96 % au niveau départemental et 54 % au niveau national. Une cartographie de l'exposition du territoire national au retrait gonflement des sols argileux est disponible sur le site du BRGM,.
Par ailleurs, afin de mieux appréhender le risque d’affaissement de terrain, l'inventaire national des cavités souterraines permet de localiser celles situées sur la commune.
Concernant les mouvements de terrains, la commune a été reconnue en état de catastrophe naturelle au titre des dommages causés par la sécheresse en 1989, 1994, 1998, 2002, 2003, 2006, 2007, 2008 et 2011 et par des mouvements de terrain en 1999.

#### Risques technologiques
Le risque de transport de matières dangereuses sur la commune est lié à sa traversée par des infrastructures routières ou ferroviaires importantes ou la présence d'une canalisation de transport d'hydrocarbures. Un accident se produisant sur de telles infrastructures est susceptible d’avoir des effets graves sur les biens, les personnes ou l'environnement, selon la nature du matériau transporté. Des dispositions d’urbanisme peuvent être préconisées en conséquence.

## Toponymie
Plusieurs hypothèses courent concernant l'origine du nom de Campsas.

Certains avancent que Campsas était à l'origine un camp romain, une hypothèse peu probable étant donné que campus signifie champ en latin, alors que camp se dit castra.

D'autres prétendent qu'un romain nommé Canitius lui aurait transmis son nom.

L'hypothèse la plus probable est le nom d'une famille de nobles au XIIe siècle, les Canzas, qui auraient donné leur nom au village.[réf. nécessaire]

## Politique et administration

### Administration municipale
Le nombre d'habitants au recensement de 2011 étant compris entre 500 et 1 499 habitants, le nombre de membres du conseil municipal pour l'élection de 2014 est de quinze,.

### Rattachements administratifs et électoraux
La commune fait partie de la deuxième circonscription de Tarn-et-Garonne de la communauté de communes Grand Sud Tarn-et-Garonne et du canton de Verdun-sur-Garonne (avant le redécoupage départemental de 2014, Campsas faisait partie de l'ex-canton de Grisolles) et avant le 1er janvier 2017 elle faisait partie de la communauté de communes du Terroir Grisolles Villebrumier.

## Population et société

### Démographie
L'évolution du nombre d'habitants est connue à travers les recensements de la population effectués dans la commune depuis 1793. Pour les communes de moins de 10 000 habitants, une enquête de recensement portant sur toute la population est réalisée tous les cinq ans, les populations de référence des années intermédiaires étant quant à elles estimées par interpolation ou extrapolation. Pour la commune, le premier recensement exhaustif entrant dans le cadre du nouveau dispositif a été réalisé en 2004.

En 2022, la commune comptait 1 472 habitants, en évolution de +8,8 % par rapport à 2016 (Tarn-et-Garonne : +3,12 %, France hors Mayotte : +2,11 %).
| 1793 | 1800 | 1806 | 1821 | 1831 | 1836 | 1841 | 1846 | 1851 |
| ---- | ---- | ---- | ---- | ---- | ---- | ---- | ---- | ---- |
| 430  | 533  | 509  | 529  | 570  | 586  | 550  | 595  | 546  |

| 1856 | 1861 | 1866 | 1872 | 1876 | 1881 | 1886 | 1891 | 1896 |
| ---- | ---- | ---- | ---- | ---- | ---- | ---- | ---- | ---- |
| 576  | 562  | 553  | 551  | 573  | 596  | 601  | 577  | 586  |

| 1901 | 1906 | 1911 | 1921 | 1926 | 1931 | 1936 | 1946 | 1954 |
| ---- | ---- | ---- | ---- | ---- | ---- | ---- | ---- | ---- |
| 562  | 576  | 527  | 509  | 510  | 542  | 517  | 510  | 547  |

| 1962 | 1968 | 1975 | 1982 | 1990 | 1999 | 2004  | 2006  | 2009  |
| ---- | ---- | ---- | ---- | ---- | ---- | ----- | ----- | ----- |
| 554  | 485  | 495  | 559  | 636  | 870  | 1 012 | 1 032 | 1 197 |

| 2014  | 2019  | 2022  | - | - | - | - | - | - |
| ----- | ----- | ----- | - | - | - | - | - | - |
| 1 312 | 1 405 | 1 472 | - | - | - | - | - | - |

| selon la population municipale des années : | 1968 | 1975 | 1982 | 1990 | 1999 | 2006 | 2009 | 2013 |
| Rang de la commune dans le département      | 84   | 70   | 74   | 69   | 46   | 43   | 41   | 40   |
| Nombre de communes du département           | 195  | 195  | 195  | 195  | 195  | 195  | 195  | 195  |

### Enseignement
Campsas fait partie de l'académie de Toulouse.
L'éducation est assurée sur la commune Campsas par un groupe scolaire (maternelle et primaire).

### Culture et festivités
Comité des fêtes,

### Activités sportives
Chasse, pétanque, airsoft, football, arts martiaux, tennis, paddle-tennis

### Écologie et recyclage
La collecte et le traitement des déchets des ménages et des déchets assimilés ainsi que la protection et la mise en valeur de l'environnement se font dans le cadre du SIEEOM Grisolles-Verdun.

## Économie

### Revenus
En 2018, la commune compte 505 ménages fiscaux, regroupant 1 429 personnes. La médiane du revenu disponible par unité de consommation est de 22 080 € (20 140 € dans le département).

### Emploi
|                | 2008  | 2013   | 2018   |
| -------------- | ----- | ------ | ------ |
| Commune        | 8,9 % | 12,1 % | 7,6 %  |
| Département    | 8,4 % | 10,2 % | 10,3 % |
| France entière | 8,3 % | 10 %   | 10 %   |

En 2018, la population âgée de 15 à 64 ans s'élève à 876 personnes, parmi lesquelles on compte 78,7 % d'actifs (71,1 % ayant un emploi et 7,6 % de chômeurs) et 21,3 % d'inactifs,. En  2018, le taux de chômage communal (au sens du recensement) des 15-64 ans est inférieur à celui de la France et du département, alors qu'en 2008 la situation était inverse.
La commune fait partie de la couronne de l'aire d'attraction de Toulouse, du fait qu'au moins 15 % des actifs travaillent dans le pôle,. Elle compte 412 emplois en 2018, contre 287 en 2013 et 322 en 2008. Le nombre d'actifs ayant un emploi résidant dans la commune est de 627, soit un indicateur de concentration d'emploi de 65,8 % et un taux d'activité parmi les 15 ans ou plus de 66,7 %.
Sur ces 627 actifs de 15 ans ou plus ayant un emploi, 85 travaillent dans la commune, soit 14 % des habitants. Pour se rendre au travail, 92,1 % des habitants utilisent un véhicule personnel ou de fonction à quatre roues, 1,9 % les transports en commun, 1,8 % s'y rendent en deux-roues, à vélo ou à pied et 4,3 % n'ont pas besoin de transport (travail au domicile).

### Activités hors agriculture

#### Secteurs d'activités
74 établissements sont implantés  à Campsas au 31 décembre 2019. Le tableau ci-dessous en détaille le nombre par secteur d'activité et compare les ratios avec ceux du département,.
| Secteur d'activité                                                                                        | Commune | Commune | Département |
| Secteur d'activité                                                                                        | Nombre  | %       | %           |
| --- | ------- | ------- | ----------- |
| Ensemble                                                                                                  | 74      |         |             |
| Industrie manufacturière, industries extractives et autres                                                | 7       | 9,5 %   | (9,6 %)     |
| Construction                                                                                              | 19      | 25,7 %  | (14,9 %)    |
| Commerce de gros et de détail, transports, hébergement et restauration                                    | 24      | 32,4 %  | (29,7 %)    |
| Information et communication                                                                              | 1       | 1,4 %   | (1,9 %)     |
| Activités financières et d'assurance                                                                      | 2       | 2,7 %   | (3,4 %)     |
| Activités spécialisées, scientifiques et techniques et activités de services administratifs et de soutien | 11      | 14,9 %  | (14,1 %)    |
| Administration publique, enseignement, santé humaine et action sociale                                    | 3       | 4,1 %   | (13,6 %)    |
| Autres activités de services                                                                              | 7       | 9,5 %   | (9,3 %)     |

Le secteur du commerce de gros et de détail, des transports, de l'hébergement et de la restauration est prépondérant sur la commune puisqu'il représente 32,4 % du nombre total d'établissements de la commune (24 sur les 74 entreprises implantées  à Campsas), contre 29,7 % au niveau départemental.

#### Entreprises et commerces
Les trois entreprises ayant leur siège social sur le territoire communal qui génèrent le plus de chiffre d'affaires en 2020 sont : 
- Antavia, réparation et maintenance d'aéronefs et d'engins spatiaux (16 102 k€)
- CSC, autres commerces de détail en magasin non spécialisé (1 003 k€)
- Castess, activités des sociétés holding (36 k€)

Une zone d'activités (zone de Sépat) est présente sur la commune,

### Agriculture
La commune est dans le Lauragais, une petite région agricole située dans le sud-est du département de Tarn-et-Garonne. En 2020, l'orientation technico-économique de l'agriculture  sur la commune est la culture de fruits ou d'autres cultures permanentes.
|               | 1988  | 2000 | 2010 | 2020 |
| ------------- | ----- | ---- | ---- | ---- |
| Exploitations | 62    | 40   | 27   | 21   |
| SAU (ha)      | 1 062 | 861  | 600  | 558  |

Le nombre d'exploitations agricoles en activité et ayant leur siège dans la commune est passé de 62 lors du recensement agricole de 1988  à 40 en 2000 puis à 27 en 2010 et enfin à 21 en 2020, soit une baisse de 66 % en 32 ans. Le même mouvement est observé à l'échelle du département qui a perdu pendant cette période 57 % de ses exploitations,. La surface agricole utilisée sur la commune a également diminué, passant de 1 062 ha en 1988 à 558 ha en 2020. Parallèlement la surface agricole utilisée moyenne par exploitation a augmenté, passant de 17 à 27 ha.

## Culture locale et patrimoine

### Lieux et monuments

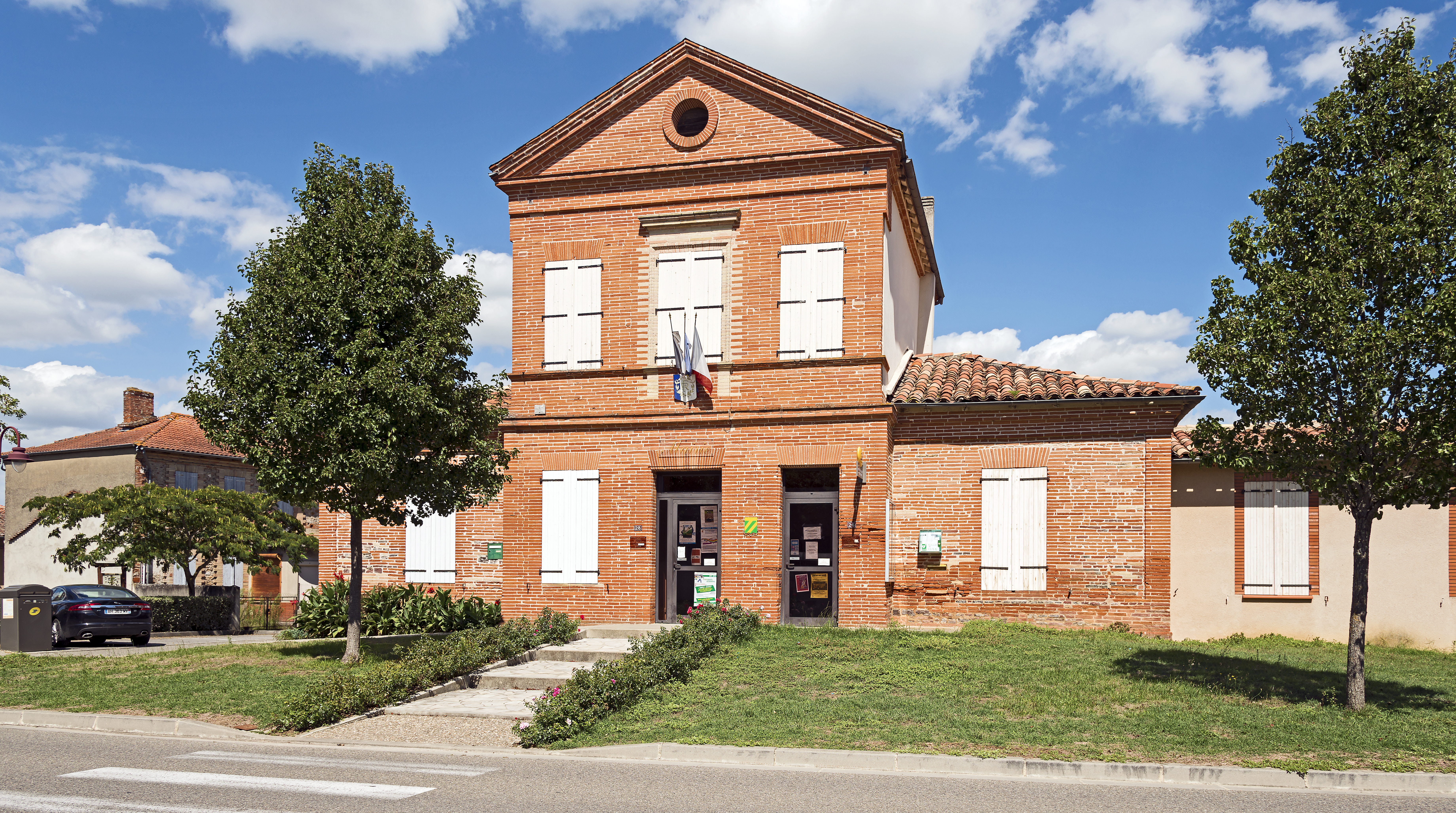
La mairie
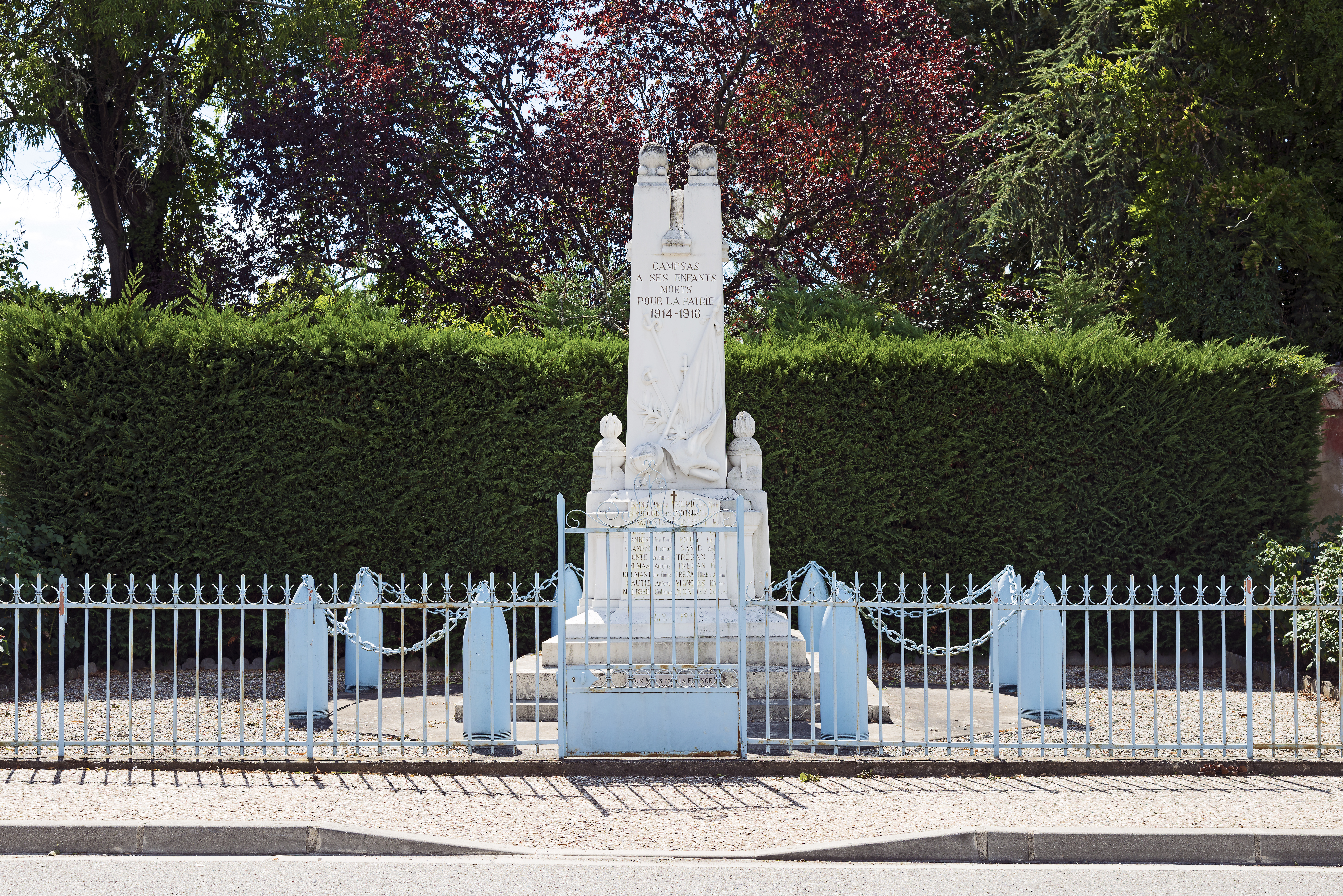
Le monument aux morts

- L'église Saint-Blaise de Campsas.

Un romain nommé Canitius a donné son nom à la paroisse mentionnée en 1142, et qui fut dès cette époque le siège d’une seigneurie. L’église paroissiale est dédiée à saint Blaise, évêque arménien du IVe siècle, que les cardeurs ont choisi pour patron parce que ses bourreaux le déchirèrent avec des peignes de fer. Des substructions anciennes semblent prouver qu’elle s’élevait primitivement dans le cimetière. En 1317, elle est mentionnée comme paroisse dans la bulle du pape Jean XXII qui créa le diocèse de Montauban. Ruinée par les guerres de religion et reconstruite au XIXe siècle, elle présente une nef lambrissée flanquée de bas côtés, un chœur à chevet plat du XVIIe siècle adossé au mur de l’ancien presbytère et un clocher tour carré surmonté d’une flèche polygonale. L’intérieur abrite un mobilier du XVIIIe siècle, notamment un autel en marbre polychrome, une statue de la Vierge à l'Enfant, une chaire de noyer provenant de la chartreuse de Labastide-Saint-Pierre.
- Maisons anciennes

Plusieurs maisons dans le bourg ainsi qu’à Bordeneuve, Gradés, la Guillotte, Pétrinal, et le manoir de Sépat présentent des caractères architecturaux personnalisés : lucarnes, boisages, consoles à triglyphes, auvents à arcades, pilastres, chapiteaux ioniques, façades néoclassiques.

### Personnalités liées à la commune
Le peintre Serge Fiorio a vécu à la ferme du Vallon de 1940 à 1946. Les Fiorio y participèrent à la Résistance.
Christophe Mercy, gagnant de l'émission de télé-réalité Loft Story, réside dans la commune.

### Héraldique
| Campsas | Son blasonnement est : De Sinople, au chef et à deux barres d'Or'. |

## Pour approfondir